# Thành phố trực thuộc trung ương (Hàn Quốc)
Thành phố trực thuộc trung ương hay thành phố cấp tỉnh là một trong những đơn vị hành chính cấp một ở Hàn Quốc. Có ba loại: thành phố đặc biệt, thành phố đô thị và thành phố tự trị đặc biệt.

## Danh sách
| Tên     | Hangul         | Hanja          | Loại                      | ISO   | Dân số (2017) | Diện tích (km2) | Mật độ (/km2) | Thủ phủ    | Vùng     | Chia tách từ tỉnh | Năm chia tya |
| ------- | -------------- | -------------- | ------------------------- | ----- | ------------- | --------------- | ------------- | ---------- | -------- | ----------------- | ------------ |
| Busan   | 부산광역시     | 釜山廣域市     | Thành phố đô thị          | KR-26 | 3,416,918     | 769.89          | 4,438.18      | Yeonje     | Yeongnam | Gyeongsang Nam    | 1963         |
| Daegu   | 대구광역시     | 大邱廣域市     | Thành phố đô thị          | KR-27 | 2,453,041     | 883.56          | 2,776.31      | Jung       | Yeongnam | Gyeongsang Bắc    | 1981         |
| Incheon | 인천광역시     | 仁川廣域市     | Thành phố đô thị          | KR-28 | 2,925,967     | 1,062.60        | 2,753.59      | Namdong    | Sudogwon | Gyeonggi          | 1981         |
| Gwangju | 광주광역시     | 光州廣域市     | Thành phố đô thị          | KR-29 | 1,496,172     | 501.24          | 2,984.94      | Seo        | Honam    | Jeolla Nam        | 1986         |
| Daejeon | 대전광역시     | 大田廣域市     | Thành phố đô thị          | KR-30 | 1,525,849     | 539.35          | 2,829.05      | Seo        | Hoseo    | Chungcheong Nam   | 1989         |
| Sejong  | 세종특별자치시 | 世宗特別自治市 | Thành phố tự trị đặc biệt | KR-50 | 356,278       | 465.23          | 594.52        | Boram-dong | Hoseo    | Chungcheong Nam   | 2012         |
| Seoul   | 서울특별시     | 서울特別市*    | Thành phố đặc biệt        | KR-11 | 9,741,381     | 605.21          | 16,095.86     | Jung       | Sudogwon | Gyeonggi          | 1946         |
| Ulsan   | 울산광역시     | 蔚山廣域市     | Thành phố đô thị          | KR-31 | 1,157,077     | 1,060.79        | 1,090.76      | Nam        | Yeongnam | Gyeongsang Nam    | 1997         |